# Archidiecezja Manizales
Archidiecezja Manizales (łac. Archidioecesis Manizalensis, hisz. Arquidiócesis de Manizales) – rzymskokatolicka archidiecezja ze stolicą w Manizales, w Kolumbii. Arcybiskup Manizales jest metropolitą metropolii Manizales.

## Sufraganie archidiecezji Manizales
Sufraganiami archidiecezji Manizales są diecezje:
- Armenia
- La Dorada–Guaduas
- Pereira

## Historia
11 kwietnia 1900 papież Leon XIII erygował diecezję Manizales. Dotychczas wierni z tych terenów należeli do diecezji Medellín (obecnie archidiecezja Medellín).
17 grudnia 1952 z terenów diecezji wyłączono diecezje Armenia i Pereira.
10 maja 1954 papież Pius XII wyniósł diecezję Manizales do rangi archidiecezji metropolitalnej.
29 marca 1984 archidiecezja utraciła część swojego terytorium na rzecz nowo utworzonej  diecezji La Dorada–Guaduas.

Mapa diecezji